# 孔黎翔
孔黎翔（1970年—），中国篆刻家。在1980年因意外遭到电击失去了双手，初中毕业后，因身体残疾被高中学校拒之门外，1987年9月，他用脚学习书法篆刻，从师名家王惠定和陆天波，2000年拜张耕源为师。后被一所职业中学录取，创造了"用脚打算盘"的奇迹，并获得“创珠坛奇迹”的称号。现为浙江书法家协会会员，获得过“江浙沪残疾人书法美术摄影展一等奖”“浙江省首届中青年书法展二等奖”等奖项。2010年9月22日，孔黎翔举办了首个篆刻展。